# Obiekt odłączony

Obiekty transneptunowe o orbitach sięgających dalej niż 100 j.a.: należące do dysku rozproszonego (szare) i odłączone (białe)

Obiekty odłączone – planetoidy krążące w zewnętrznych rejonach Układu Słonecznego, które nigdy nie zbliżają się do Słońca na tyle, aby wpływ grawitacyjny planet (w szczególności Neptuna) mógł zaburzyć ich orbitę. Z tego powodu uważa się je za „odłączone” od reszty Układu Słonecznego.
Obiekty te wyróżnia się spośród innych obiektów transneptunowych, które, zgodnie z modelami powstania Układu Słonecznego, znalazły się na swoich aktualnych orbitach w wyniku perturbacji wywołanych przez gazowe olbrzymy, głównie Neptuna. Obiekty odłączone mają peryhelia w zbyt dużej odległości, żeby wpływ Neptuna był dla nich znaczący kiedykolwiek w historii Układu.
W literaturze obiekty odłączone nazywane są również obiektami rozszerzonego dysku rozproszonego (E-SDO), odległymi obiektami odłączonymi (DDO) lub obiektami rozproszonymi–rozszerzonymi, według klasyfikacji Deep Ecliptic Survey. Wynika to z braku wyraźnego rozróżnienia pomiędzy dalszymi obiektami dysku rozproszonego a bliższymi obiektami odłączonymi.
Do 2007 roku zidentyfikowano co najmniej dziewięć obiektów odłączonych. Największym i jednym z najodleglejszych z nich jest Sedna.

## Odkrycie
Na początku XXI wieku, odkrycie kilku obiektów znajdujących się na bardzo wydłużonych orbitach: (90377) Sedna, (148209) 2000 CR105, (308933) 2006 SQ372 i 2008 KV42, wywołało dyskusję nad stworzeniem nowej kategorii obiektów, mającej stanowić kategorię przejściową między dyskiem rozproszonym a wewnętrznymi rejonami obłoku Oorta.
Choć oficjalnie Sedna została zaliczona do obiektów dysku rozproszonego, jej odkrywca Michael E. Brown zasugerował, że skoro peryhelium Sedny jest w odległości 76 j.a., to nie może ona ulegać grawitacyjnemu wpływowi gazowych olbrzymów i powinna zostać zaliczona do wewnętrznego obłoku Oorta. Ponieważ obłok Oorta, według teorii, powinien zaczynać się znacznie dalej, około 2000 j.a. od Słońca, astronomowie stopniowo zaczęli zaliczać Sednę oraz obiekty na podobnych orbitach do nowej grupy obiektów odłączonych, wyróżniającej się brakiem zauważalnego wpływu grawitacyjnego gazowych olbrzymów. Klasyfikacja obiektów do tej grupy jest obecnie tematem dyskusji.

## Charakterystyka

Orbita Sedny (czerwona) w porównaniu do orbit Neptuna (niebieska) i Plutona (fioletowa). Ponieważ Sedna nigdy nie zbliża się do Neptuna na odległość mniejszą niż 30 j.a., jej orbita nie może być wynikiem jego grawitacyjnego oddziaływania.

Orbity obiektów odłączonych mają peryhelia w znacznie większej odległości niż aphelium Neptuna (30,3 j.a.). Często są silnie wydłużone, a ich półoś wielka sięga nawet kilkuset jednostek astronomicznych. Takie orbity nie mogą być wynikiem grawitacyjnego oddziaływania z Neptunem. Wśród możliwych wytłumaczeń ich powstania podaje się bliskie przejście innej gwiazdy lub wpływ hipotetycznej planety krążącej na dalekiej orbicie.

## Klasyfikacja
Obiekty transneptunowe dzieli się na cztery rozłączne klasy obiektów: obiekty pozostające w rezonansie orbitalnym z Neptunem, takie jak Pluton, obiekty nierezonansowe pasa Kuipera, takie jak Makemake, obiekty dysku rozproszonego, takie jak Eris oraz obiekty odłączone, takie jak Sedna. Do obiektów odłączonych zwykle zalicza się te, których peryhelium znajduje się w odległości co najmniej 40 j.a. Ponieważ Neptun krąży w odległości od 29,8 do 30,3 j.a., po prawie kołowej orbicie, taka odległość praktycznie wyklucza jego duży wpływ grawitacyjny. Nie jest to jednak ścisłe ograniczenie i obiekty o peryheliach między 37 a 40 j.a. są zaliczane czasem do obiektów odłączonych, a czasem do obiektów z dysku rozproszonego. Deep Ecliptic Survey wykorzystuje do klasyfikacji parametr określający grawitacyjny wpływ Neptuna, analogiczny do parametru Tisseranda, służącego do odróżniania planetoid od komet w zależności od grawitacyjnego wpływu Jowisza.
Jednym z problemów ze zdefiniowaniem tej kategorii jest możliwość istnienia słabych rezonansów, które są trudne do udowodnienia ze względu na chaotyczny charakter perturbacji oraz ze względu na niedokładność wyznaczenia orbit odległych obiektów. Obiekty te mają okres orbitalny powyżej 300 lat i większość z nich była obserwowana dotychczas jedynie na krótkim odcinku swojej orbity w ciągu kilku lat. Aby wykluczyć istnienie rezonansów, potrzebne jest często bardzo dokładne określenie parametrów orbity, co może wymagać dziesiątek lat obserwacji. Dokładne zbadanie tych orbit i potencjalnych rezonansów może pomóc zrozumieć proces powstania Układu Słonecznego. Przykładowo, symulacje przeprowadzone w 2007 roku pokazały, że wiele odległych obiektów może być w rezonansie z Neptunem. W przypadku 2000 CR105 byłby to rezonans 20:1, w przypadku 2003 QK91 rezonans 10:3, a w przypadku 2000 YW134 rezonans 8:3.

## Kandydaci
Poniższa tabela przedstawia listę obiektów według odległości ich peryhelium od Słońca, które są podejrzewane o bycie obiektami odłączonymi.
| Numer MPC | Nazwa      | Średnica (km) | Abs. wielk. gwiazdowa (mag.) | Peryhelium (j.a.) | Aphelium (j.a.) | Rok odkrycia | Odkrywcy                    | Określenie średnicy | Typ                            |
| --------- | ---------- | ------------- | ---------------------------- | ----------------- | --------------- | ------------ | --------------------------- | ------------------- | ------------------------------ |
| 90377     | Sedna      | 995           | 1,6                          | 76,1              | 975,5           | 2003         | Brown, Trujillo, Rabinowitz | termofizyczne       | odłączony                      |
|           | 2004 XR190 | ~580          | 4,5                          | 52,3              | 61,8            | 2004         | Lynne Jones i in.           | jasność             | odłączony                      |
|           | 2004 VN112 | ~231          | 6,4                          | 47,3              | 614             | 2004         | CTIO                        | jasność             | odłączony                      |
| 145480    | 2005 TB190 | 418           | 4,7                          | 46,2              | 106,5           | 2005         | A.C. Becker i in.           | jasność             | odłączony                      |
| 148209    | 2000 CR105 | ~253          | 6,1                          | 44,3              | 397             | 2000         | Lowell Observatory          | jasność             | odłączony                      |
|           | 2003 UY291 | ~153          | 7,3                          | 41,2              | 57,1            | 2003         | J. Pittichova i in.         | jasność             | cubewano?                      |
| 82075     | 2000 YW134 | 472           | 4,7                          | 41,0              | 73,9            | 2000         | Spacewatch                  | jasność             | rezonans 8:3                   |
| 48639     | 1995 TL8   | ~333          | 5,2                          | 40,0              | 64,5            | 1995         | A. Gleason                  | jasność             | odłączony                      |
|           | 2010 KZ39  | ~730          | 3,9                          | 39,1              | 52,5            | 2010         | A. Udalski i in.            | jasność             | odłączony lub cubewano         |
|           | 2003 QK91  | ~183          | 6,9                          | 38,4              | 98,5            | 2003         | J. Elliot i in.             | jasność             | odłączony                      |
|           | 2003 FZ129 | ~146          | 7,3                          | 38,0              | 85,6            | 2003         | Obserwatorium na Mauna Kea  | jasność             | odłączony                      |
| 134210    | 2005 PQ21  | ~192          | 6,7                          | 37,6              | 87,6            | 2005         | CTIO                        | jasność             | odłączony                      |
|           | 2006 QH181 | ~765          | 3,8                          | 37,6              | 97,0            | 2006         | CTIO                        | jasność             | odłączony lub w rezonansie 5:1 |
| 120132    | 2003 FY128 | 373           | 4,8                          | 37,0              | 61,7            | 2003         | N.E.A.T.                    | jasność             | odłączony                      |
|           | 2006 HX122 | ~291          | 5,9                          | 36,4              | 102,6           | 2006         | M.W. Buie                   | jasność             | odłączony lub w rezonansie 7:2 |